# NGC 7715
NGC 7715 (другие обозначения — PGC 71878, UGC 12700, KCPG 587B, MCG 0-60-18, ARP 284, ZWG 381.12, VV 51) — галактика в созвездии Рыбы.
Этот объект входит в число перечисленных в оригинальной редакции «Нового общего каталога».